# J'en parlerai au diable
Singles de Johnny Hallyday
Des raisons d'espérer
(2016) Pardonne-moi
(2018)
Clip vidéo
[vidéo] « Johnny Hallyday - J'en parlerai au diable (Clip officiel) », sur YouTube

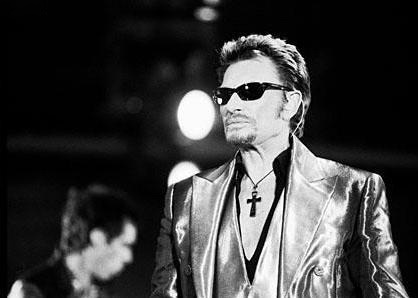
Johnny Hallyday en juillet 2003 à Villeneuve d'Ascq

J'en parlerai au diable est une chanson de Johnny Hallyday, écrite par Pierre Jouishomme et composée par Yodelice. Elle est le premier single extrait de l'album posthume du chanteur, Mon pays c'est l'amour, sorti le 19 octobre 2018.

## Histoire
Le clip est dévoilé en même temps que le single, le 19 octobre 2018, 10 mois après le disparition de Johnny. Réalisé par François Goetghebeur, le clip reprend des images du portrait-documentaire-road movie À nos promesses de 1H40, du dernier road trip de biker de 2016 de Johnny Hallyday, dans le Sud-Ouest des États-Unis, entre La Nouvelle-Orléans en Louisiane et Los Angeles en Californie. Il est intégré au coffret collector Son rêve américain de 2020, avec l'album bande originale du film À nos promesses de 21 titres,,. 
J'en parlerai au diable est inspirée de la chanson country de 1999 Confessions with the Devil du chanteur américain Ray Wylie Hubbard (en), que Johnny Hallyday avait envoyée en vidéo par e-mail à l'auteur des paroles, Pierre Jouishomme. Si leurs compositions diffèrent totalement, les deux chansons ont pour thème biblique commun un homme qui prévoit d'assumer les choix de sa vie jusqu'au jugement dernier, et de réserver son ultime confession et plaidoirie de rockeur au diable.

## Classements hebdomadaires
| Classement (2018)                       | Meilleure place |
| --------------------------------------- | --------------- |
| France (SNEP Megafusion)                | 11              |
| France (SNEP Streaming)                 | 18              |
| France (SNEP Téléchargements)           | 1               |
| France (SNEP Titres Radios)             | 37              |
| Belgique (Wallonie Ultratop 50 Singles) | 22              |
| Belgique (Wallonie Ultratop Airplay)    | 30              |
| Suisse (Schweizer Hitparade)            | 29              |